# Metiochodes tindalei
Metiochodes tindalei är en insektsart som beskrevs av Lucien Chopard 1951. Metiochodes tindalei ingår i släktet Metiochodes och familjen syrsor. Inga underarter finns listade i Catalogue of Life.